# David Mark Berger
Pour les articles homonymes, voir David Berger et Berger.
David Mark Berger (né le 24 mai 1944 et mort le 6 septembre 1972) est un haltérophile olympique américano-israélien, et l'un des 11 olympiens israéliens pris en otage et tués par le groupe palestinien Septembre Noir lors du massacre de Munich aux Jeux olympiques d'été de 1972. Né et élevé aux États-Unis, Berger est avocat de formation et émigre en Israël après avoir participé aux Maccabiades de 1969, où il a remporté une médaille d'or.

## Biographie
David Mark Berger est né à Cleveland, Ohio, le 24 mai 1944. Sa mère était Dorothy Berger (née Davidson) et son père était le médecin Benjamin Berger. Élève brillant au lycée et athlète, Berger est diplômé du lycée Shaker Heights en 1962. Il fréquente l'Université Tulane à la Nouvelle-Orléans de 1962 à 1966, où il est un étudiant honoraire. Pendant ses études à Tulane, il continue son entraînement d'haltérophilie au New Orleans Athletic Club. En tant que junior à Tulane, il remporte le championnat d'haltérophilie de la NCAA dans la catégorie des moins de 148 livres. Berger obtient une licence en psychologie à Tulane en 1966. Il s'inscrit ensuite à un programme combiné MBA-JD à l'Université Columbia à New York, dont il obtient son diplôme en 1969. Tout en travaillant pour obtenir son diplôme, Berger continue à consacrer du temps à l'haltérophilie, en s'entraînant au McBurney YMCA à Midtown Manhattan. Durant son séjour à New York, Berger concourt dans la division des poids moyens. En 1968, alors qu'il concourait dans la catégorie des poids moyens, il termine quatrième aux sélections olympiques américaines. Son père, Benjamin, aurait dit un jour : « Je lui disais souvent : « Tu n'es peut-être pas le meilleur haltérophile du monde, mais tu es certainement le plus intelligent ! » »
Après avoir remporté une médaille d'or dans la catégorie poids moyen lors des Maccabiades de 1969, Berger émigre en Israël, avec l'intention d'ouvrir un cabinet d'avocats à Tel-Aviv après avoir terminé son service militaire obligatoire. Berger continue à concourir en haltérophilie, mais augmente son poids corporel pour passer dans la catégorie des poids mi-lourds. Il remporte une médaille d'argent aux Championnats d'Asie d'haltérophilie de 1971 et réalise un rêve de longue date lorsqu'il est choisi pour représenter Israël en tant que membre de l'équipe olympique israélienne de 1972. Fin août de la même année, Berger s'envole pour Munich avec ses coéquipiers. Le 2 septembre 1972, Berger participe à la compétition, mais est éliminé dès le premier tour.

## Décès
Tôt le matin du 5 septembre 1972, des terroristes palestiniens prennent Berger et ses cinq colocataires en otage, après avoir auparavant fait irruption dans le village olympique et enlevé six officiels dans un autre appartement et blessé l'entraîneur de lutte Moshe Weinberg au visage. Alors que le transfert des athlètes dans le premier appartement, Weinberg s'est attaqué aux intrus, permettant au lutteur poids mouche Gad Tsobari de s'échapper, mais entraînant la mort de Weinberg par balle. Alors que les otages et les terroristes restants entrent dans l'appartement des fonctionnaires, l'haltérophile Yossef Romano est également tenté de maîtriser les intrus. Romano est coupé presque en deux par des tirs automatiques (son cadavre est laissé toute la journée aux pieds des otages, attachés à des lits), et Berger est touché à l'épaule gauche, une blessure constatée par les autorités allemandes plus tard dans la journée. On pense que Berger, étant physiquement l'un des otages les plus corpulents, est également battu afin d'intimider les autres otages.
Après des négociations qui ont duré toute la journée, les terroristes et leurs otages ligotés sont transférés du village olympique par hélicoptère vers la base aérienne de Fürstenfeldbruck, près de Munich, où les terroristes pensaient qu'ils seraient emmenés dans un pays arabe ami. Au lieu de cela, les gardes-frontières allemands et la police de Munich essaient de tendre une embuscade aux terroristes et de libérer les otages. Après deux heures de fusillade, l'un des terroristes prend pour cible l'hélicoptère dans lequel se trouvait Berger et le mitraille. Les trois autres otages présents dans l'hélicoptère sont tués sur le coup, mais Berger ne reçoit que deux blessures non mortelles aux jambes. Cependant, le terroriste fait ensuite exploser une grenade à main à l'intérieur de l'hélicoptère, provoquant une énorme explosion et un incendie. Une autopsie révèle que Berger est mort des suites d'une inhalation de fumée. Les cinq otages dans l’autre hélicoptère ont tous été abattus par un autre terroriste.
Alors que les dix autres athlètes olympiques israéliens ont été transportés par avion et enterrés en Israël, le corps de David Berger est rapatrié aux États-Unis à bord d'un jet de l'armée de l'air personnellement commandé par le président Richard Nixon. Berger est enterré au cimetière Mayfield à Cleveland Heights, Ohio 

## Monuments commémoratifs
- Le mémorial national David Berger à Beachwood, Ohio, honore la mémoire de Berger et de ses coéquipiers.
- En 2002, la Nouvelle-Orléans renomme l'« Avenger Field », situé dans le parc Audubon, en « David Berger - Avenger Field » en mémoire de Berger et des autres victimes du terrorisme[3].
- Berger, ainsi que les dix autres membres de l'équipe olympique israélienne de 1972 tués à Munich, ont été intronisés au Temple de la renommée des sports juifs de Philadelphie.
- La salle de musculation du lycée Shaker Heights porte le nom de Berger.
- Le tournoi d'haltérophilie David Berger Memorial a lieu chaque année au Lost Battalion Hall à Rego Park, Queens, New York
- David Berger AZA #1823 est une branche BBYO à Cleveland, Ohio, nommée en son honneur.
- David Berger AZA #2059 est une branche BBYO nommée en son honneur à Dallas, au Texas.
- David Berger est également le nom d'une rue d'Ashkelon, en Israël.
- Peinture murale de David Berger au lycée Shaker Heights